# Бокх II
Бокх II (лат. Bocchus II; помер в 33 до н. е.) — цар Мавретанії, що правив приблизно з 49 по 33 роки до н. е.
Син мавританського царя Бокха I.
У 49 році до нашої ери, будучи противником партії Гнея Помпея, отримав титул царя від Гая Юлія Цезаря.
У 46 році до н. е. Бокх II під час африканської війни змусив царя Нумідії та Гетулії Юбу I полишити Квінта Цецилія Метелла Пія Сципіона Назіка і за це отримав від Юлія Цезаря частину країни царя Масинісси, союзника Юби, яку, однак, незабаром відвоював син Масинісси — Арабіон.
У боротьбі між Марком Антонієм та Октавіаном Августом Бокх став на бік останнього та скинув з престолу свого брата, прихильника Антонія.
Бокх II помер у 33 році до нашої ери. Після смерті Бокха II Мавретанія була перетворена в римську провінцію.